# Maxillaria palmifolia
Maxillaria palmifolia là một loài lan that ranges from the Caribbean to Guyana.

## Hình ảnh

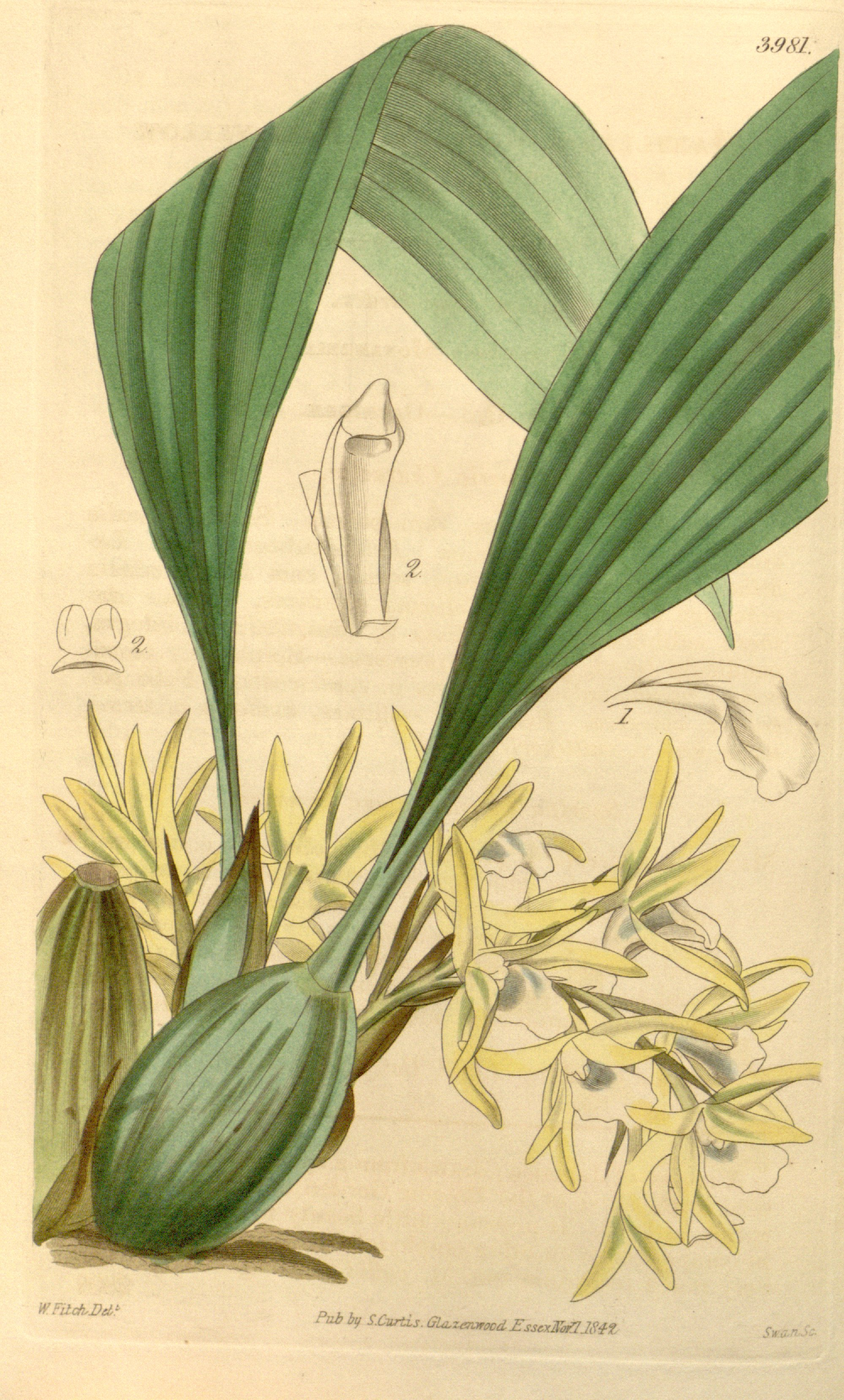